# Yanji I
Yanji I (jap. 李 良枝, Yangji Lee, Yoshie Tanaka; I Yanji, 田中 淑枝, Tanaka Yoshie; * 15. März 1955; † 22. Mai 1992) war eine japanische Schriftstellerin.
I war Tochter koreanischer Einwanderer in Japan. 1964 erhielt die Familie die japanische Staatsbürgerschaft und den Nachnamen Tanaka; Yanji Is offizieller japanischer Name wurde Yoshie Tanaka. Ab 1980 besuchte sie mehrfach Korea und begann – beeindruckt von der koreanischen Kultur – 1982 ein Literaturstudium an der Seoul National University. Während ihrer Studienzeit verfasste sie den autobiographischen Roman Nabi Taryong, der in der Literaturzeitschrift Gunzō erschien und für den Akutagawa-Preis nominiert wurde. Diesen erhielt sie 1988 für den Roman Yūhi. 1992 verstarb sie 37-jährig an einer akuten Myokarditis.

## Werke
- Yuhi. Aus dem Japanischen von Verena Nakamura-Methfessel. Abera 2013, ISBN 978-3-939876-01-4.